# 有本楠太郎
有本 楠太郎（ありもと くすたろう、1862年5月19日〈文久2年4月21日〉 - 没年不明）は、日本の商人（皮革貿易商）・政治家・慈善家。有本商店店主。大阪市南区会議員。

## 経歴
和歌山県有田郡御霊村字庄（のち吉備町、現・有田川町）の農家に生まれる。15歳の時に大阪に出て、奉公先に住み込み、25歳の春までよく主家に勤める。独立して皮革貿易店を開業する。
家業に精励し成功する。博愛慈善に傾倒する。1892年に赤十字社終身社員に加入し、1905年に金200円を寄付し特別社員に推薦される。赤十字社特別社員としてよく奉公の義務を尽くす。日露戦役に際して殊に恤兵の事に意を用いて各種の公共的団体に金品を投じる。
中国及び朝鮮と特約貿易を行い、仁川、木浦、群山、京城、馬山等より原料を輸入し、これを精製して南北清の各要地、即ち天津、大連、上海、営口、香港等に取引を開始する。

## 人物
寺田蘇人の著書『部落の人豪』で、大阪市の部落の富豪として有本楠太郎の名前が挙げられている。
住所は大阪市南区西浜南通3丁目（現・浪速西）。

## 家族
有本家
- 長男・楠太郎（1894年 - ?、前名・繁楠、皮革商、家主[7]、貸金[注 1]） - 1913年に家督を相続する[7]。住所は大阪市浪速区西浜南通3丁目[7]。
  - 同息子[7]